# Hostiaz
Hostiaz, früher Hostias geschrieben, ist eine ehemalige französische Gemeinde und heutige Commune déléguée mit 92 Einwohnern (Stand 1. Januar 2022) im Département Ain in der Region Auvergne-Rhône-Alpes. Sie gehörte zum Kanton Hauteville-Lompnes und zum Arrondissement Belley. Sie wurde durch ein Dekret vom 12. Dezember 2018 und mit Wirkung vom 1. Januar 2019 mit Cormaranche-en-Bugey, Hauteville-Lompnes und Thézillieu zur Commune nouvelle Plateau d’Hauteville fusioniert.

## Geographie
Hostiaz liegt auf 815 m, etwa 15 Kilometer ostsüdöstlich der Stadt Ambérieu-en-Bugey und 41 km südöstlich der Präfektur Bourg-en-Bresse  (Luftlinie). Das kleine Bauerndorf erstreckt sich im zentralen Bugey, an einem nach Westen abfallenden Hang im Hochjura, auf dem Plateau d’Hauteville, hoch über der tief eingeschnittenen Cluse des Hôpitaux, welche als Taldurchbruch die Verkehrsverbindung für Eisenbahn und Straße zwischen Ambérieu-en-Bugey und Culoz gewährleistet.
Die Fläche des 10,60 km² großen Gemeindegebiets umfasst einen Abschnitt des südlichen französischen Juras. Der westliche Teil wird vom Plateau von Hostias eingenommen (auf durchschnittlich 750 m), das mit einer markanten Felskante gegen Westen zur Cluse des Hôpitaux, gegen Norden zum Tal der Albarine abfällt. Die Grenze liegt stets oberhalb der Felskante. Nach Osten erstreckt sich das Gemeindeareal über den Hang von Hostiaz auf die angrenzenden, meist bewaldeten Jurahöhenzüge, deren Kämme in Nord-Süd-Richtung orientiert sind. Dazwischen befindet sich die Senke von Saint-Sulpice-le-Vieux. Mit 1085 m wird auf einer bewaldeten Kuppe südlich der Charbonnière die höchste Erhebung von Hostiaz erreicht.
Zu Hostiaz gehören der Weiler Saint-Sulpice-le-Vieux (940 m) in einer Mulde nördlich der Charbonnière sowie einige Einzelhöfe. Nachbarorte von Hostias sind Hauteville-Lompnes im Norden, Thézillieu im Osten, Prémillieu und La Burbanche im Süden sowie Tenay im Westen.

## Geschichte
Im 11. Jahrhundert wurde bei Saint-Sulpice-le-Vieux ein Cluniazenserpriorat gegründet, das 1149 nach Thézillieu verlegt wurde. Die Mönche rodeten das Umland, machten es urbar und legten damit auch den Grundstein für die Entstehung der Siedlung Hostiaz. Diese wird im Jahre 1120 unter dem Namen Hostias erstmals urkundlich erwähnt. Im Lauf der Zeit wandelte sich die Schreibweise über Ottiaz (um 1400) und Hotiaz (im 18. Jahrhundert) wieder zu Hostias. Der Ortsname geht wahrscheinlich auf das altfranzösische Wort oste (Gast, Fremder) zurück. Seit dem Mittelalter stand Hostias unter der Oberhoheit der Grafen von Savoyen. Mit dem Vertrag von Lyon gelangte das Dorf im Jahre 1601 an Frankreich. Im August 2007 wurde die Gemeinde offiziell in Hostiaz umbenannt.

## Sehenswürdigkeiten
Die Dorfkirche von Hostiaz wurde im 19. Jahrhundert im Stil der Neuromanik erbaut.

## Bevölkerung
| Bevölkerungsentwicklung | Bevölkerungsentwicklung |
| Jahr                    | Einwohner               |
| ----------------------- | ----------------------- |
| 1962                    | 95                      |
| 1968                    | 89                      |
| 1975                    | 59                      |
| 1982                    | 48                      |
| 1990                    | 56                      |
| 1999                    | 62                      |
| 2006                    | 76                      |
| 2011                    | 83                      |
| 2022                    | 92                      |

Mit 92 Einwohnern (Stand 1. Januar 2022) gehörte Hostiaz zu den kleinsten Gemeinden des Département Ain. Aufgrund seiner Abgeschiedenheit verzeichnete das Dorf während des 20. Jahrhunderts durch starke Abwanderung einen deutlichen Bevölkerungsrückgang. Seit Beginn der 1980er Jahre wurde wieder eine leichte Bevölkerungszunahme verzeichnet.

## Wirtschaft und Infrastruktur
Hostiaz war bis weit ins 20. Jahrhundert hinein ein vorwiegend durch die Landwirtschaft und Forstwirtschaft geprägtes Dorf. Noch heute leben die Bewohner zur Hauptsache von der Tätigkeit im ersten Sektor. Außerhalb des primären Sektors gibt es keine weiteren Arbeitsplätze im Dorf.
Die Ortschaft liegt abseits der größeren Durchgangsstraßen. Die Hauptzufahrt erfolgt von Tenay an der Departementsstraße D1504 durch die Cluse des Hôpitaux. Weitere Straßenverbindungen bestehen mit Prémillieu und Longecombe.